# Drosophila lineata
Drosophila lineata este o specie de muște din genul Drosophila, familia Drosophilidae, descrisă de Wulp în anul 1881. Conform Catalogue of Life specia Drosophila lineata nu are subspecii cunoscute.